# 河出冒険小説シリーズ
河出冒険小説シリーズ（かわでぼうけんしょうせつシリーズ）は、1985年から1988年にかけて河出書房新社の河出文庫より刊行された冒険小説の文庫内叢書。
A6版、紙カバー、帯付き。全10巻。
『読まずに死ねるか!』などの冒険小説の書評で人気を博していたコメディアンで書評家の内藤陳が、そのおもしろさを保証することをウリとしたシリーズで、帯には内藤の肖像が描かれていた。

## 一覧
1. 『アイガー・サンクション』（The Eiger Sanction (1972)、トレヴェニアン、上田克之訳） 1985.7　ISBN 978-4-309-46014-7
2. 『冒険に賭ける男』上・中・下（The Adventures (1966)、ハロルド・ロビンス、井上一夫訳） 1985.8　ISBN 978-4-309-46016-1, ISBN 978-4-309-46017-8, ISBN 978-4-309-46018-5
3. 『サンタマリア特命隊』（The Wrath of God (1971)、ジャック・ヒギンズ、安達昭雄訳） 1985.9　ISBN 978-4-309-46019-2
4. 『狼殺し』（Wolfsbane (1978)、クレイグ・トーマス、竹内泰之訳） 1986.2　ISBN 978-4-309-46025-3
5. 『生き残った者の掟』（La Loi du Survivant (1960)、ジョゼ・ジョバンニ、岡村孝一訳） 1986.4　ISBN 978-4-309-46028-4
6. 『スネーク・コネクション』上・下（The Venom Business (1969)、ジョン・ラング、高見浩訳） 1986.10　ISBN 978-4-309-46031-4, ISBN 978-4-309-46032-1
7. 『地獄の鍵』（The Key of Hell (1965)、J・ヒギンズ、佐宗鈴夫訳） 1987.3　ISBN 978-4-309-46034-5
8. 『地獄の群衆』（Hell Is Too Crowded (1962)、J・ヒギンズ、篠原勝訳） 1987.8　ISBN 978-4-309-46038-3
9. 『恐怖工作班』（Brigade de la peur (1959)、フレデリック・ダール、長島良三訳） 1988.4　ISBN 978-4-309-46043-7
10. 『ルー・サンクション』（The Loo Sanction (1973)、トレヴェニアン、上田克之訳） 1988.6　ISBN 978-4-309-46045-1